# Мария Тереза Браганса
Мария Тереза Браганса (полное имя: Мария Тереза Каролина Микаэла Ана Жозефина Антония Франциска де Асис и де Паула Бригида Пиа Герардини Северина Инасиу Луиза Естанислау Иоганна Поликарпа, порт. Maria Teresa Micaela Carolina Ana Josefina de acus Anthony Francisco de Paula e Brigid Pia Severin Gerardini Inácio Luiza Estanislau Johann Policarpo, 26 января 1881, Шопрон — 17 января 1945, Штейна) — дочь претендента на престол Португалии герцога Мигеля Брагансского и Елизаветы Турн-и-Таксис, в браке принцесса Турн-и-Таксис.

## Биография
Мария Тереза родилась 26 января 1881 в Шопроне. Она стала единственной дочерью и третьей в семье претендента на португальский трон Мигеля Брагансского и его первой жены Елизаветы Турн-и-Таксис. В семье уже росли сыновья Мигель и Франц Йозеф. Мать умерла вскоре после рождения девочки. Отец женился вторично, когда Марии Терезе было уже двенадцать.
В 19 лет вышла замуж за своего родственника со стороны матери принца Карла Людвига Турн-и-Таксиса (1863—1942), который был вдвое старше неё. Он был сыном Максимилана Фридриха Турн-и-Таксиса. Свадьба состоялась 22 мая 1900 года в Регенсбурге. Вскоре принцесса забеременела. У неё родилась мертвая девочка. Долгое время Мария Тереза не могла забеременеть. Только в 1913 году родился их единственный сын:
- Мертворождённая дочь (25 января 1901)
- Максимилиан (24 декабря 1913 — 16 февраля 1928), умер в возрасте 14 лет.[2]

Карл Людвиг умер зимой 1942 года. Мария Тереза пережила его на три года.

## Титулы
- 26 января 1881 — 22 мая 1900 — Её Королевское Высочество Инфанта Португалии
- 22 мая 1900 — 17 января 1945 — Её Светлость Принцесса Турн-и-Таксис